# چاپایوو (داغستان)
چاپایوو (به لاتین: Chapayevo) یک منطقهٔ مسکونی در روسیه است که در شهرستان نوولاکسکی واقع شده‌است.